# Estació de Bordils-Juià
Bordils-Juià, també coneguda simplement com a Bordils, és una estació de ferrocarril propietat d'adif situada al sud de la població de Bordils, a la comarca del Gironès. L'estació es troba a la línia Barcelona-Girona-Portbou i hi tenen parada trens de la línia R11 dels serveis regionals de Rodalies de Catalunya, operats per Renfe Operadora.
Aquesta estació de la línia de Girona va entrar en servei l'any 1877 quan va entrar en servei el tram construït per la Companyia dels Ferrocarrils de Tarragona a Barcelona i França (TBF) entre Girona i Figueres.
Abans del 2007 la majoria dels trens regionals no feien parada a l'estació, la "Plataforma El Tren Viu" de Bordils reivindicava que més trens regionals fessin parada i que s'inclogués com a parada en la reivindicada xarxa de rodalia de Girona entre Portbou i Blanes. Altres queixes eren l'absència de taquilla, màquina expenedora de bitllets i falta de marquesines. L'estació no disposa de pas subterrani.
L'any 2016 va registrar l'entrada de 7.000 passatgers.

## Serveis ferroviaris
| Procedència/Destinació                     | <     | Línia | >     | Procedència/Destinació                 |
| ------------------------------------------ | ----- | ----- | ----- | -------------------------------------- |
| Rodalia de Girona                          |       |       |       |                                        |
| L'Hospitalet de Llobregat                  | Celrà |       | Flaçà | Figueres Portbou                       |
| Serveis regionals de Rodalies de Catalunya |       |       |       |                                        |
| Barcelona-Sants                            | Celrà |       | Flaçà | Figueres Portbou Cervera de la Marenda |

Rodalia de Girona
El Pla de Transport de Viatgers de Catalunya (PTVC) 2008-2012 preveu la creació d'una xarxa de rodalia a Girona, aquesta estació seria una de les estacions on trens de rodalia tindrien parada.
Altres projectes de serveis ferroviaris en el que es veuria afectada aquesta estació és la creació del TramGavarres (servei de tren tramvia) que aprofitaria el tram existent entre Riudellots i Flaçà per crear una anella ferroviària per connectar el centre de les comarques gironines i la Costa Brava.
By-pass de Girona
La Cambra de Comerç va fer públic un document on recomana que el by-pass de mercaderies que s'ha de realitzar a l'estació de Girona inclogui les estacions de Celrà, Bordils-Juià i Flaçà per evitar la saturació quan es posi en marxa el sistema de rodalia. Inicialment aquest el nou ramal de mercaderies hauria d'acabar a Celrà.